# Nils Santesson

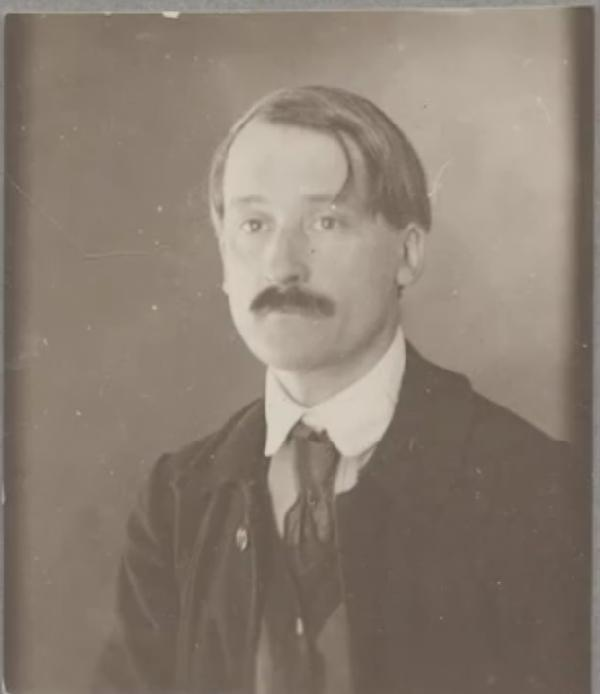
Nils Santesson

Nils Eric Hjalmar Santesson, Pseudonym Alwyn Sanden (* 12. Mai 1873 in Stockholm; † 5. Oktober 1960 ebenda), war ein schwedischer Zinngießer, Bildhauer und Schriftsteller.

## Leben
Santesson war ein Sohn des Blechschmiedemeisters Frans Abraham Nikolaus Santesson und dessen Ehefrau Aurora Maria Malvina Silfverdahl. In den Jahren 1886 bis 1888 besuchte er das Gymnasium. Nach einigen Lehrjahren in der väterlichen Zinngießerei ließ er sich in Buchhaltung und Sprachen ausbilden. 1892 konvertierte er zum Katholizismus, was sein distanziertes Verhältnis zum Vater weiter beeinträchtigte. 1893 erhielt er in der Stockholmer St.-Eugenia-Kirche die katholische Taufe. In der Absicht, katholischer Priester zu werden, ging er auf Empfehlung des in Schweden tätigen Jesuiten Bernhard zu Stolberg-Stolberg (1838–1926), eines Sohns des deutschen Politikers Bernhard Joseph zu Stolberg-Stolberg und Enkel des deutschen Konvertiten Friedrich Leopold zu Stolberg-Stolberg, nach Österreich. In den Jahren 1894/1895 besuchte er dort das Jesuitenseminar in Feldkirch. Unter anderem wurde er in Latein und Altgriechisch unterrichtet. Im September 1896 trat er bei den Jesuiten ein Noviziat an.
Im März 1898 verließ er die Jesuiten, kehrte nach Stockholm zurück und übernahm 1899 den väterlichen Betrieb. Durch Entwürfe im Jugendstil nahm er dort Einfluss auf die Gestaltung von Vasen, Kelche und Schalen. Nach 1905 verkaufte er den Betrieb und plante 1906 die Errichtung eines neuen größeren Unternehmens. In dieser Zeit betätigte er sich auch als Kunstkritiker für die Zeitungen Stockholms Dagblad und Nya Dagligt Allehanda. 1906 erschien sein Buch Tennets historia.
Am 4. Januar 1907 wurde er verhaftet, nachdem ein 22-jähriger Arbeiter seiner Zinngießerei einen Suizidversuch begangen und in einem Abschiedsbrief Santesson beschuldigt hatte, ihn körperlich und seelisch zerstört zu haben. Eine polizeiliche Durchsuchung in Santessons Wohnung förderte kompromittierendes Fotomaterial zu Tage. In einem Prozess, der in der Presse viel Beachtung fand und eine Diskussion über Homosexualität auslöste, wurde er daraufhin am 21. Januar 1907 wegen Sodomie („Verbrechen gegen die Natur“) zu zehn Monaten Zwangsarbeit verurteilt. In seinem 1909 veröffentlichten Drama Kan brott sonas? verarbeitete Santesson seine Erfahrungen als Gefangener. Viele Familienmitglieder und Freunde distanzierten sich von ihm, darunter auch Teile seines großen homosexuellen Bekanntenkreises, die Angst hatten, mit ihm in Verbindung gebracht zu werden.

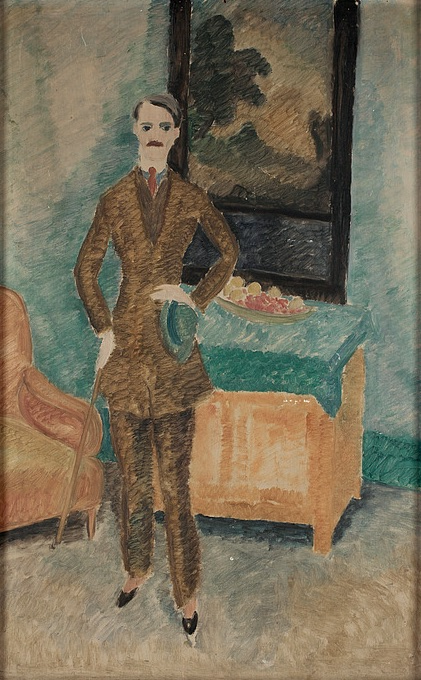
Vännen Nils, Porträt von Nils Santesson, 1914 gemalt von Ivan Lönnberg

  1912 zog er nach Paris, wo er im Kreis des Malers und Athleten Ivan Lönnberg verkehrte und Mitte der 1910er Jahre eine Kunstschule besuchte. Im Gegensatz zu Lönnberg, dessen Aufnahmegesuch bei der französischen Fremdenlegion zu Beginn des Ersten Weltkriegs angenommen wurde, erhielt Santesson eine Zurückweisung mit der Empfehlung, „sich hinter der Front nützlich zu machen“. Aus seiner damaligen Beziehung mit der Fotografin Astrid Medéus ging 1914 der Sohn Hans Stefan Santesson hervor, der später ein Science-Fiction-Autor wurde.
Als Santesson 1919 nach Stockholm zurückkehrte, heiratete er die Mutter seines Sohnes, doch kurz darauf trennten sie sich. Die Ehe wurde 1923 geschieden. In den 1920er Jahren trat Santesson als Bildhauer in Erscheinung. So beteiligte er sich 1921 an einer Skulpturen-Ausstellung in Liljevalchs konsthall. Auch 1923 und 1945 stellte er Werke aus. Durch Kontakte zu Jesuiten, die er aufrechterhalten hatte, und zu Bischof Johann Evangelist Müller bekam er gelegentlich Aufgaben wie Übersetzer und Sprachlehrer für neu angekommene Priester. Außerdem erhielt er von katholischen Gemeinden künstlerische Aufträge, so dass er sich auf kirchliche Bildhauerei spezialisierte. Für die katholische Kirche in Lund fertigte er eine Madonnenstatue, für die katholische Kirche in Norrköping eine Taufschale und einen verzierten Schlüssel.
In den 1930er Jahren betätigte sich Santesson in der Nationalsozialistischen Partei Schwedens.